# Willa Herbstów w Sopocie

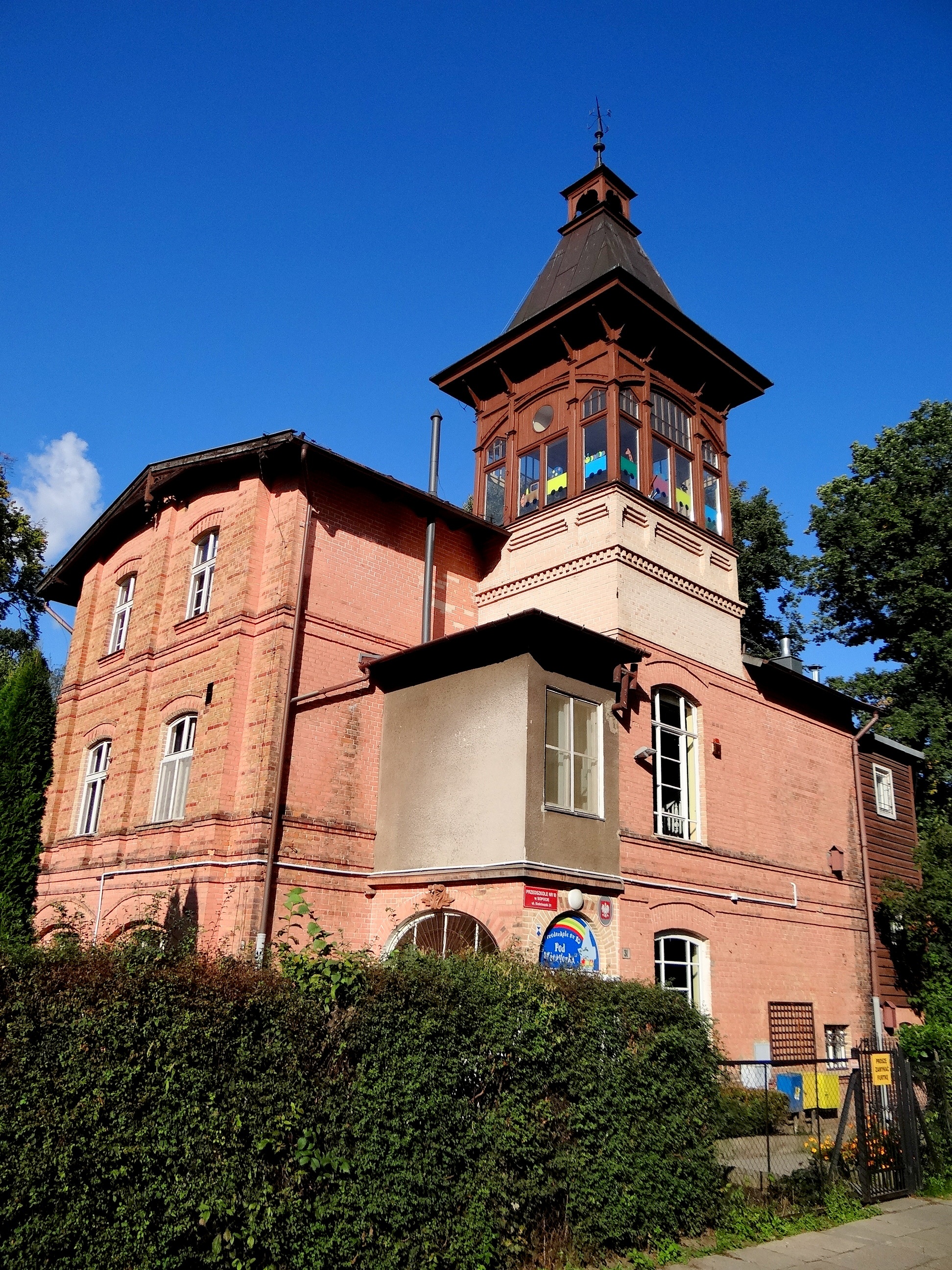
Dom dla gości Herbstów w Sopocie, obecnie przedszkole

Willa Herbstów – była rezydencja niemieckiej fabrykanckiej rodziny Herbstów (przemysł włókienniczy) z Łodzi w Sopocie, przy ul. Kościuszki 29; znanego, w okresie zamieszkiwania w Sopocie, filantropa i społecznika na rzecz polskiej społeczności miasta.

## Okres do 1945
Powstała w 1896 poprzez rozbudowę przez Edwarda Herbsta wzniesionego w 1878 położonego przy ówczesnej Schulstraße 15, letniskowego domu armatora Johannesa Icka. Architektonicznie nawiązywała do rezydencji Herbstów w łódzkim Księżym Młynie. Początkowo Herbst mieszkał w niej w sezonie letnim, po I wojnie światowej głównie w niej. Edward Herbst zmarł w 1921, zaś rodzina mieszkała w willi do śmierci w 1939 jego żony Matyldy Herbst. W 1940 willa została sprzedana Rzeszy Niemieckiej za sumę 422 500 marek i przekazana wojskowym władzom niemieckim, które prowadziły w niej do 1941 lazaret, i użyczona później gen. piechoty Bodewinowi Keitlowi, młodszemu bratu feldmarszałka Wilhelma Keitla.
Wśród gości rezydencji byli m.in.: następca tronu Niemiec Wilhelm Hohenzollern oraz Wojciech Kossak (1913).

## Okres po 1945
Zniszczona w 1945, została odbudowana w 1955, znacznie odbiegając od dotychczasowego kształtu i dbałości konserwatorskiej o detale, gdyż przekształcona w dom wielorodzinny, i przekazana wojskowej administracji mieszkań (14 lokali). 
- Należący do rezydencji park Haffnera (2,6 ha), nazywany dawniej Gajem Królowej Elżbiety, stał się publiczny.
- Dom gościnny zwany też oficyną z 1896 (proj. Carl Kupperschmitt) zajęło po II wojnie światowej przedszkole.
- Budynek mieszczący stajnie wraz z mieszkaniami dla służby z 1906 (proj. Adolf Bielefeldt) – zajmowała przez długie lata powojenne Spółdzielnia Rękodzieła Artystycznego "Baltskór" (ul. Kościuszki 33a).
- Na miejscu szklarni a właściwie oranżerii wraz z prawie 13-metrową palmiarnią (proj. Carl Kupperschmitt), powstał w latach 70. mieszkalny wieżowiec.

Obecnie rezydencja jest własnością zamieszkujących ją rodzin.
Na miejscowym cmentarzu znajduje się Kaplica Herbstów (proj. Heinrich Dunkel) z 1925, również znajdująca się pod opieką konserwatorską, odnowiona w 2005.